# Garcinia volkensii
Garcinia volkensii är en tvåhjärtbladig växtart som beskrevs av Adolf Engler. Garcinia volkensii ingår i släktet Garcinia och familjen Clusiaceae. Inga underarter finns listade i Catalogue of Life.